# Partecipanti alla Nokere Koerse 2025
Elenco dei partecipanti alla Nokere Koerse 2025.
La Nokere Koerse 2025 è stata la settantanovesima edizione della corsa. Alla competizione presero parte venti squadre: dieci con licenza UCI World Tour 2025, nove UCI ProTeam e una UCI Continental Team.
Accreditati alla partenza 135 ciclisti.

## Corridori per squadra
Nota: R ritirato, NP non partito, FT fuori tempo, SQ squalificato
| Soudal Quick-Step      | Soudal Quick-Step      | Soudal Quick-Step      | UAE Team Emirates XRG  | UAE Team Emirates XRG        | UAE Team Emirates XRG  | Lidl-Trek              | Lidl-Trek                 | Lidl-Trek              |
| ---------------------- | ---------------------- | ---------------------- | ---------------------- | ---------------------------- | ---------------------- | ---------------------- | ------------------------- | ---------------------- |
| N°                     | Ciclista               | Clas.                  | N°                     | Ciclista                     | Clas.                  | N°                     | Ciclista                  | Clas.                  |
| 1                      | Luke Lamperti          | 3°                     | 12                     | Juan Sebastián Molano        | 22°                    | 21                     | Simone Consonni           | R                      |
| 2                      | Gil Gelders            | 50°                    | 13                     | Mikkel Bjerg                 | 20°                    | 22                     | Tim Declercq              | 65°                    |
| 3                      | Andrea Raccagni        | 102°                   | 15                     | Filippo Baroncini            | 17°                    | 24                     | Martin Pedersen           | R                      |
| 4                      | Bert Van Lerberghe     | 41°                    | 16                     | Gibbe Staes                  | 98°                    | 25                     | Jakob Söderqvist          | 58°                    |
| 5                      | Lars Vanden Heede      | 101°                   | 17                     | Florian Vermeersch           | 52°                    | 27                     | Otto Vergaerde            | 66°                    |
| 6                      | Warre Vangheluwe       | 84°                    |                        |                              |                        |                        |                           |                        |
| 7                      | Gauthier Servranckx    | R                      |                        |                              |                        |                        |                           |                        |
| Alpecin-Deceuninck     | Alpecin-Deceuninck     | Alpecin-Deceuninck     | Groupama-FDJ           | Groupama-FDJ                 | Groupama-FDJ           | Intermarché-Wanty      | Intermarché-Wanty         | Intermarché-Wanty      |
| N°                     | Ciclista               | Clas.                  | N°                     | Ciclista                     | Clas.                  | N°                     | Ciclista                  | Clas.                  |
| 31                     | Jasper Philipsen       | R                      | 41                     | Lewis Askey                  | 7°                     | 51                     | Arne Marit                | 86°                    |
| 32                     | Lennert Belmans        | 67°                    | 42                     | Clément Davy                 | 61°                    | 52                     | Vito Braet                | 15°                    |
| 33                     | Lars Boven             | R                      | 43                     | Cyril Barthe                 | 32°                    | 53                     | Dries De Pooter           | 87°                    |
| 34                     | Robbe Ghys             | 59°                    | 44                     | Lewis Bower                  | 95°                    | 54                     | Zeno Moonen               | 56°                    |
| 35                     | Edward Planckaert      | 39°                    | 45                     | Olivier Le Gac               | 55°                    | 55                     | Gijs Van Hoecke           | 36°                    |
| 36                     | Jonas Rickaert         | 43°                    | 46                     | Eddy Le Huitouze             | 51°                    | 56                     | Tobias Müller             | 73°                    |
| 37                     | Jimmy Janssens         | R                      | 47                     | Matthew Walls                | 94°                    | 57                     | Roel van Sintmaartensdijk | 57°                    |
| Team Picnic PostNL     | Team Picnic PostNL     | Team Picnic PostNL     | Bahrain Victorious     | Bahrain Victorious           | Bahrain Victorious     | Cofidis                | Cofidis                   | Cofidis                |
| N°                     | Ciclista               | Clas.                  | N°                     | Ciclista                     | Clas.                  | N°                     | Ciclista                  | Clas.                  |
| 61                     | Pavel Bittner          | 30°                    | 71                     | Alessandro Borgo             | 31°                    | 81                     | Milan Fretin              | 4°                     |
| 62                     | Robbe Dhondt           | 88°                    | 72                     | Alberto Bruttomesso          | 96°                    | 82                     | Piet Allegaert            | 6°                     |
| 63                     | Patrick Eddy           | 68°                    | 73                     | Roman Ermakov                | 60°                    | 83                     | Eddy Finé                 | R                      |
| 64                     | Nils Eekhoff           | 1°                     | 74                     | Bryan Olivo                  | R                      | 84                     | Aimé De Gendt             | 70°                    |
| 65                     | Tim Naberman           | 89°                    | 75                     | Daniel Skerl                 | R                      | 85                     | Alexis Renard             | 12°                    |
| 66                     | Oliver Peace           | R                      | 76                     | Oliver Stockwell             | 108°                   | 86                     | Ludovic Robeet            | 109°                   |
| 67                     | Timo Roosen            | 92°                    | 77                     | Vlad Van Mechelen            | R                      | 87                     | Damien Touzé              | 26°                    |
| XDS Astana Team        | XDS Astana Team        | XDS Astana Team        | Lotto                  | Lotto                        | Lotto                  | Israel-Premier Tech    | Israel-Premier Tech       | Israel-Premier Tech    |
| N°                     | Ciclista               | Clas.                  | N°                     | Ciclista                     | Clas.                  | N°                     | Ciclista                  | Clas.                  |
| 91                     | Cees Bol               | 76°                    | 101                    | Arnaud De Lie                | 69°                    | 111                    | Hugo Hofstetter           | 10°                    |
| 93                     | Aaron Gate             | 35°                    | 102                    | Cédric Beullens              | R                      | 112                    | Guillaume Boivin          | 33°                    |
| 94                     | Max Kanter             | R                      | 103                    | Sébastien Grignard           | 74°                    | 113                    | Oded Kogut                | R                      |
| 95                     | Michele Gazzoli        | 103°                   | 104                    | Arjen Livyns                 | 13°                    | 114                    | Michael Schwarzmann       | 100°                   |
| 96                     | Alessandro Romele      | 75°                    | 105                    | Milan Menten                 | 5°                     | 115                    | Tom Van Asbroeck          | 19°                    |
|                        |                        |                        | 106                    | Victor Vaneeckhoutte         | 62°                    | 116                    | Riley Pickrell            | 110°                   |
| 107                    | Matys Grisel           | 42°                    | 117                    | Ethan Vernon                 | 97°                    |                        |                           |                        |
| Uno-X Mobility         | Uno-X Mobility         | Uno-X Mobility         | Tudor Pro Cycling Team | Tudor Pro Cycling Team       | Tudor Pro Cycling Team | Q36.5 Pro Cycling Team | Q36.5 Pro Cycling Team    | Q36.5 Pro Cycling Team |
| N°                     | Ciclista               | Clas.                  | N°                     | Ciclista                     | Clas.                  | N°                     | Ciclista                  | Clas.                  |
| 121                    | Erlend Blikra          | 27°                    | 131                    | Alberto Dainese              | 8°                     | 141                    | Matteo Moschetti          | 2°                     |
| 122                    | Stian Fredheim         | 11°                    | 132                    | Robin Froidevaux             | 40°                    | 142                    | David González López      | R                      |
| 123                    | Jonas Hvideberg        | 49°                    | 133                    | Miká Heming                  | 81°                    | 143                    | Giacomo Nizzolo           | 24°                    |
| 124                    | Erik Resell            | 28°                    | 134                    | Arthur Kluckers              | 54°                    | 144                    | Emīls Liepiņš             | 63°                    |
| 125                    | Henrik Pedersen        | NP                     | 135                    | Sebastian Kolze Changizi     | 72°                    | 145                    | Nicolò Parisini           | 16°                    |
| 126                    | Martin Urianstad       | 99°                    | 136                    | Aivaras Mikutis              | R                      | 146                    | Kamil Małecki             | 82°                    |
| 127                    | Rasmus Bøgh Wallin     | 44°                    | 137                    | Fabian Weiss                 | 53°                    | 147                    | Rory Townsend             | R                      |
| Unibet Tietema Rockets | Unibet Tietema Rockets | Unibet Tietema Rockets | Wagner Bazin WB        | Wagner Bazin WB              | Wagner Bazin WB        | Euskaltel-Euskadi      | Euskaltel-Euskadi         | Euskaltel-Euskadi      |
| N°                     | Ciclista               | Clas.                  | N°                     | Ciclista                     | Clas.                  | N°                     | Ciclista                  | Clas.                  |
| 151                    | Abram Stockman         | 37°                    | 161                    | Sasha Weemaes                | R                      | 171                    | David Dekker              | 104°                   |
| 152                    | Lukáš Kubiš            | 9°                     | 162                    | Jocelyn Baguelin             | 91°                    | 172                    | Jon Aberasturi            | 45°                    |
| 153                    | Martijn Budding        | R                      | 163                    | Michiel Lambrecht            | 46°                    | 173                    | Xabier Berasategi         | R                      |
| 154                    | Hartthijs de Vries     | 106°                   | 164                    | Davide Persico               | 90°                    | 174                    | Danny van der Tuuk        | 105°                   |
| 155                    | Jelle Johannink        | 80°                    | 165                    | Henri-François Renard-Haquin | 29°                    | 175                    | Gotzon Martín             | 18°                    |
| 156                    | Andreas Stokbro        | 21°                    | 166                    | Leander Van Hautegem         | 23°                    | 176                    | Andoni López de Abetxuko  | R                      |
| 157                    | Tomáš Kopecký          | 38°                    | 167                    | Kenneth Van Rooy             | 71°                    | 177                    | Unai Zubeldia             | R                      |
| Team Flanders-Baloise  | Team Flanders-Baloise  | Team Flanders-Baloise  | Tarteletto-Isorex      | Tarteletto-Isorex            | Tarteletto-Isorex      |                        |                           |                        |
| N°                     | Ciclista               | Clas.                  | N°                     | Ciclista                     | Clas.                  |                        |                           |                        |
| 181                    | Lindsay De Vylder      | 48°                    | 191                    | Louis Blouwe                 | 85°                    |                        |                           |                        |
| 182                    | Alex Colman            | 83°                    | 192                    | Robbe Claeys                 | 77°                    |                        |                           |                        |
| 183                    | Siebe Deweirdt         | 107°                   | 193                    | Arne Santy                   | 34°                    |                        |                           |                        |
| 184                    | Jonas Geens            | 25°                    | 194                    | Siebe Bauwens                | R                      |                        |                           |                        |
| 185                    | Jules Hesters          | 14°                    | 195                    | Lennert Teugels              | 79°                    |                        |                           |                        |
| 186                    | Milan Lanhove          | 78°                    | 196                    | Alex Vandenbulcke            | R                      |                        |                           |                        |
| 187                    | Dylan Vandenstorme     | 47°                    | 197                    | Mauro Verwilt                | 64°                    |                        |                           |                        |